# گنجشک تیمور
گنجشک تیمور (نام علمی: Lonchura fuscata) نام یک گونه از سرده سهره‌های گونه‌سفید است.